# Санта Луча Лама (Кремона)
Санта Луча Лама је насеље у Италији у округу Кремона, региону Ломбардија.
Према процени из 2011. у насељу је живело 16 становника. Насеље се налази на надморској висини од 41 м.